# جو ستيوارت
جو ستيوارت (بالإنجليزية: Joseph Francis Stewart)‏ هو سياسي بريطاني (وحمل سابقاً جنسية المملكة المتحدة لبريطانيا العظمى وأيرلندا)، ولد في 1889، وتوفي في 6 مايو 1964. انتخب عضو برلمان أيرلندا الشمالية وفي 1934 Fermanagh and Tyrone by-election ‏، انتخب عضو برلمان المملكة المتحدة الـ36 عن دائرة Fermanagh and Tyrone (UK Parliament constituency) ‏ (27 يونيو 1934 – 25 أكتوبر 1935).